# Gonomyia (Leiponeura) orthomera
Gonomyia (Leiponeura) orthomera is een tweevleugelige uit de familie steltmuggen (Limoniidae). De soort komt voor in het Neotropisch gebied.